# (15461) Johnbird
(15461) Johnbird est un astéroïde de la ceinture principale.

## Description
(15461) Johnbird est un astéroïde de la ceinture principale. Il fut découvert le 27 décembre 1998 à la station Anderson Mesa par le programme LONEOS. Il présente une orbite caractérisée par un demi-grand axe de 3,19 UA, une excentricité de 0,12 et une inclinaison de 13,4° par rapport à l'écliptique.